# José María Jáuregui
José María Jáuregi Lagunas (Getxo, 15 marzo 1896 – 3 maggio 1988) è stato un calciatore spagnolo, di ruolo portiere.

## Carriera

### Club
Ha sempre giocato nel campionato spagnolo.

### Nazionale
Ha collezionato tre presenze con la propria Nazionale.